# 四十八艘記念碑

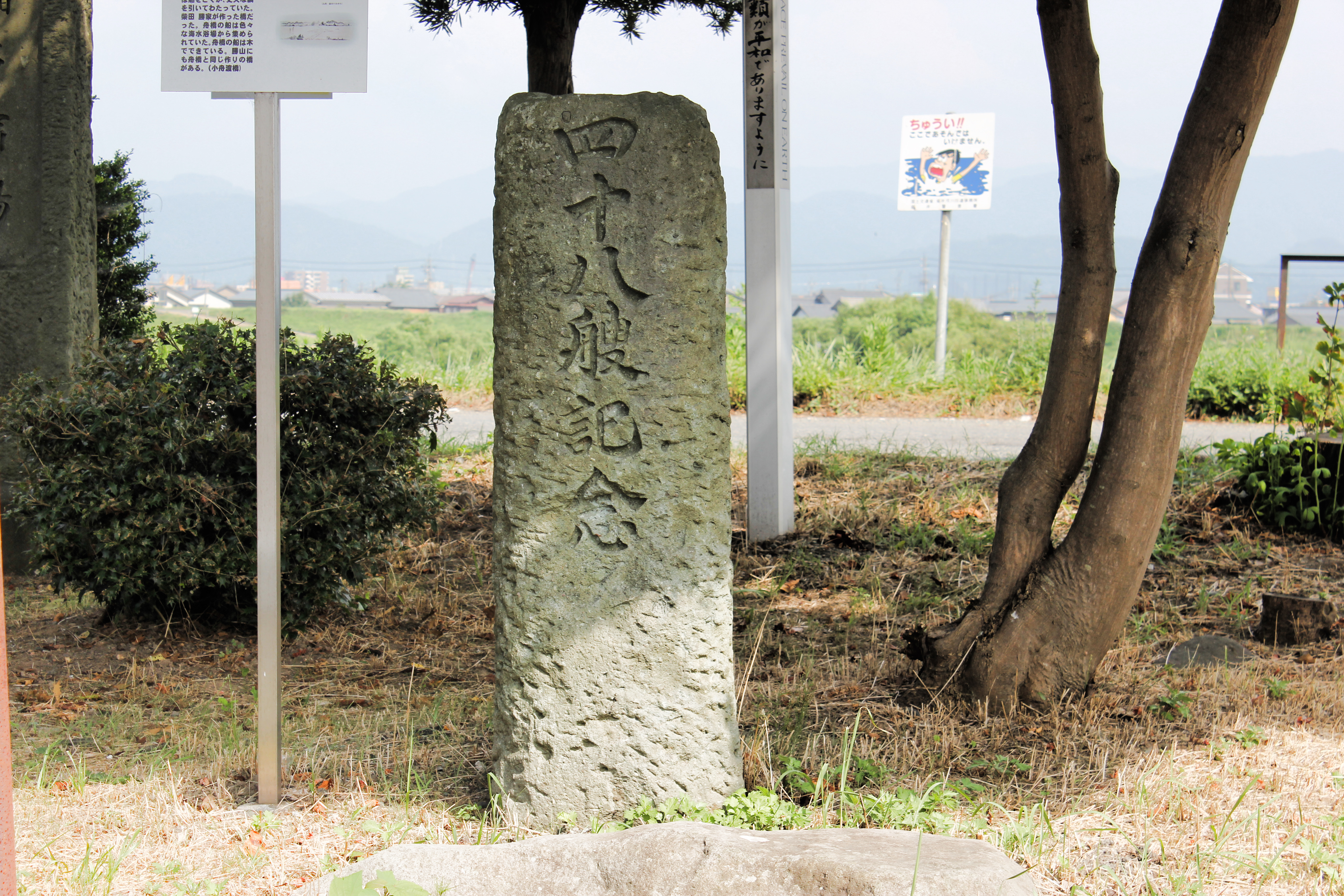
四十八艘記念碑

四十八艘記念碑（しじゅうはっそうきねんひ）は、福井県福井市稲多元町にある石碑である。

## 概要
1578年(天正6年)柴田勝家によって、近郷の漁夫から四十八艘の舟を供出させ鎖と藤のつるでつなぎ舟の橋を架けた。その後天下三大舟橋の一つとして知られ、今は鎖をつないだ石柱があり往時を偲ぶものである。